# Goodenia primulacea
Goodenia primulacea är en tvåhjärtbladig växtart som beskrevs av Schldl. Goodenia primulacea ingår i släktet Goodenia och familjen Goodeniaceae. Inga underarter finns listade i Catalogue of Life.